# Chen Yumei
Chen Yumei (en chino tradicional, 陳玉梅; nacida Fei Mengmin (en chino tradicional, 費夢敏); 1910–1985) fue una actriz de cine y cantante china activa durante en los años 20 y 30. En su apogeo fue una de las mayores estrellas de China, coronada "Movie Queen" en 1934. En la cima de su carrera se casó con Runje Shaw (Shao Zuiweng), el jefe de Tianyi Film Company, y se retiró de la actuación. Fue apodada la "estrella frugal" por sus esfuerzos por promover la virtud de la frugalidad.

## Carrera
Chen Yumei nació en la ciudad de Menghe (孟河) en Changzhou, provincia de Jiangsu en 1910. Su nombre de nacimiento era Fei Mengmin (费梦敏).
Chen debutó en el cine a los 13 años, interpretando un papel secundario en la película Song Bai Yuan (松柏缘), realizada por la división cinematográfica de la Prensa Comercial de Shanghái. A los 15 años se matriculó en la escuela de formación de actrices del Laughter Stage, un teatro dirigido por Runje Shaw (Shao Zuiweng), su futuro marido. En 1926 se incorporó a Tianyi, el estudio cinematográfico recién fundado por Shaw, y fue seleccionada por éste para interpretar el papel protagonista de Qiu Xiang en la película The Flirting Scholar (唐伯虎点秋香). La película no fue un gran éxito, y Chen quedó como estrella secundaria de Tianyi tras Hu Die (Butterfly Wu) y Wu Suxin (吴素馨).
En 1928, Hu Die, la actriz estrella de Tianyi, desertó a la Mingxing Film Company, principal rival de Tianyi, y Chen Yumei la sustituyó como actriz número uno de Tianyi. Protagonizó más de 30 películas de Tianyi, entre las que destacan A Girl Named Yunlan (芸兰姑娘, 1932), Livelihood (生机, 1933), y The Struggle (挣扎, 1933). Muchos de sus papeles eran de carácter trágico. Durante una entrevista, mencionó Livelihood, una película progresista prohibida por el Consejo Municipal de Shanghái, como una de sus películas favoritas.: 114  Cantó muchos de los temas de sus películas, varios de los cuales encabezaron las listas de éxitos, y publicó un disco en Pathé Records.: 115 
Chen Yumei era conocida por ensalzar la virtud de la frugalidad y recibió el apodo de "estrella frugal". A menudo aparecía en público vestida con un cheongsam de tela sencilla, y en una ocasión se la vio fumando cigarrillos de una marca muy barata en una fiesta de alto nivel.: 117 

## Premios

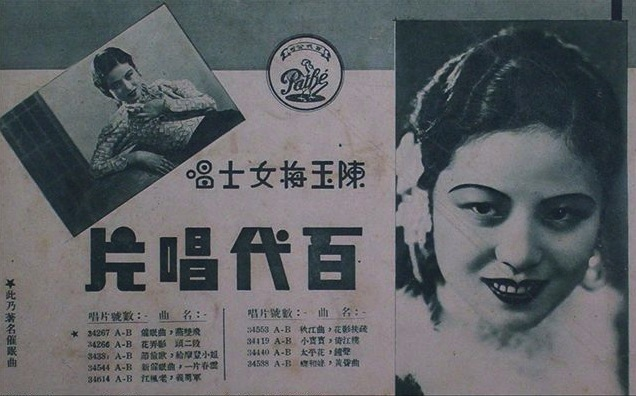
Disco musical de Chen Yumei, editado por Pathé Records

En 1933, Chen Dieyi (陈蝶衣), editor del periódico Star Daily (明星日报),, organizó la primera encuesta pública de China sobre las estrellas de cine más populares. En la encuesta participaron aficionados de todo el país, así como algunos de Japón, y los resultados se dieron a conocer en una ceremonia pública el 28 de febrero. Hu Die, excompañera de Chen Yumei, fue la gran ganadora, coronada "Movie Queen" con 21.334 votos. Chen Yumei fue la primera finalista con 10.028 votos, por delante de la estrella de Lianhua Ruan Lingyu,  que fue la segunda finalista con 7.290 votos.
En 1934, el periódico Movie Life organizó la segunda encuesta para elegir a la "Movie Queen", y Chen Yumei ganó el título con 30.232 votos. Sin embargo, se alegó que la jefa de Tianyi, Runje Shaw, compró numerosos ejemplares del periódico y emitió múltiples votos para ayudarla a ganar.: 119 

## Matrimonio y retiro

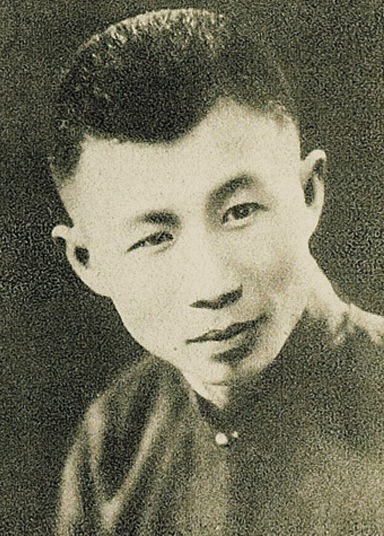
El esposo de Chen, Runje Shaw

Poco después de ganar el título de "Movie Queen", Chen Yumei se casó con su jefe Runje Shaw en 1934 y se retiró de la actuación.: 120  Ese mismo año, Tianyi se expandió a Hong Kong y construyó un estudio en Kowloon. Shaw viajó a Hong Kong para supervisar las operaciones de la empresa, y Chen le acompañó hasta allí. Después de que la segunda guerra sino-japonesa destruyera el negocio de Tianyi en Shanghái y de la posterior victoria comunista en China, Shaw se retiró del cine y murió en Shanghái en 1975. Chen mantuvo un perfil bajo y, según se dice, murió en 1985.